# Salinas Victoria
Salinas Victoria es una localidad mexicana situada en el estado de Nuevo León, cabecera del municipio homónimo. Se le denominó Salinas por sus suelos salitrosos y Victoria en honor al General Guadalupe Victoria.

## Historia
Conocida antaño como Antiguo Valle de las Salinas, pues por recovecos de la vida política, económica y religiosa, Salinas no nació como ciudad.
Realmente tuvo que ver Luis Carvajal y de la Cueva en la fundación de la Villa de Cueva y posteriormente con el Valle de las Salinas. No se determina la fecha exacta de fundación de la cabecera del Valle de las Salinas, pero se estima que pudo haber tenido lugar entre los años 1586 o 1587 y de este hecho tuvieron que pasar 49 años para que fuera Misión de Nuestra Señora de Guadalupe del Valle de las Salinas en el año 1636.
Salinas fue una de las primeras cinco alcaldías mayores en el Nuevo Reino de León, así como que el interés más grande de los españoles y portugueses en el valle fue la minería, ganadería y agricultura.
Personas que rodean y amparan el Valle de las Salinas; en el año de 1597 son Juan Pérez de los Ríos; en 1604 Gines Hernández; en 1636 Hernando de Mendiola; en el año de 1610 Gonzalo Treviño, María Cantú Vda. de Hinojosa, Diego Fernández de Montemayor y Diego Villarreal. Todos obtuvieron mercedes en el Valle de Salinas. El 4 de marzo de 1826, Salinas Victoria se constituyó en Villa; no obstante haber solicitado se le elevara a la categoría de ciudad por los méritos que siempre había exhibido.
De esta población es oriundo el Capitán de origen criollo, Francisco Ignacio Elizondo Villarreal, quien previa conspiración con los realistas españoles, el 21 de marzo de 1811 traicionó y capturó en un lugar conocido actualmente como la Loma del Prendimiento en Acatita de Baján, Coahuila, a todo el contingente y principales líderes del movimiento insurgente, Abasolo, Aldama, Allende, Hidalgo y Jiménez que se dirigirían hacia el norte de Nueva España, a buscar el apoyo con armas de la naciente y expansionista Unión Norteamericana, y así dar continuidad la causa independentista de la Nueva España iniciado el 15 de septiembre de 1810. Elizondo los entrega al gobernador de la provincia de Texas, el teniente coronel Manuel Salcedo en Monclova, Coahuila, para que posteriormente fueran trasladados por el Camino Real de Tierra Adentro, para ser juzgados, sentenciados y fusilados en la ciudad de Chihuahua, Chihuahua. Ignacio Elizondo, después de ser felicitado con honores por el General Realista Félix María Calleja del Rey quien inclusive envía una carta al rey de España, por la captura de los Insurgentes, muere asesinado en una expedición a Texas, dos años más tarde en 1813 en lo que hoy es la localidad de San Marcos, Texas.

## Geografía

### Localización
La localidad de Salinas Victoria se localiza en el sur del municipio homónimo, en el norte del estado de Nuevo León; se ubica cerca del límite con el municipio de Carmen.

### Clima
El clima de Salinas Victoria es semiseco semicálido. Tiene una temperatura media anual de 22.8 °C y una precipitación media anual de 475.5 milímetros.
| Parámetros climáticos promedio de Salinas Victoria, Nuevo León | Parámetros climáticos promedio de Salinas Victoria, Nuevo León | Parámetros climáticos promedio de Salinas Victoria, Nuevo León | Parámetros climáticos promedio de Salinas Victoria, Nuevo León | Parámetros climáticos promedio de Salinas Victoria, Nuevo León | Parámetros climáticos promedio de Salinas Victoria, Nuevo León | Parámetros climáticos promedio de Salinas Victoria, Nuevo León | Parámetros climáticos promedio de Salinas Victoria, Nuevo León | Parámetros climáticos promedio de Salinas Victoria, Nuevo León | Parámetros climáticos promedio de Salinas Victoria, Nuevo León | Parámetros climáticos promedio de Salinas Victoria, Nuevo León | Parámetros climáticos promedio de Salinas Victoria, Nuevo León | Parámetros climáticos promedio de Salinas Victoria, Nuevo León | Parámetros climáticos promedio de Salinas Victoria, Nuevo León |
| Mes                                                            | Ene.                                                           | Feb.                                                           | Mar.                                                           | Abr.                                                           | May.                                                           | Jun.                                                           | Jul.                                                           | Ago.                                                           | Sep.                                                           | Oct.                                                           | Nov.                                                           | Dic.                                                           | Anual                                                          |
| -------------------------------------------------------------- | -------------------------------------------------------------- | -------------------------------------------------------------- | -------------------------------------------------------------- | -------------------------------------------------------------- | -------------------------------------------------------------- | -------------------------------------------------------------- | -------------------------------------------------------------- | -------------------------------------------------------------- | -------------------------------------------------------------- | -------------------------------------------------------------- | -------------------------------------------------------------- | -------------------------------------------------------------- | -------------------------------------------------------------- |
| Temp. máx. abs. (°C)                                           | 37.0                                                           | 42.0                                                           | 45.0                                                           | 46.0                                                           | 48.0                                                           | 47.0                                                           | 45.0                                                           | 43.0                                                           | 44.0                                                           | 39.5                                                           | 39.0                                                           | 39.0                                                           | 48.0                                                           |
| Temp. máx. media (°C)                                          | 22.1                                                           | 24.7                                                           | 28.3                                                           | 31.5                                                           | 34.1                                                           | 35.8                                                           | 36.0                                                           | 36.4                                                           | 33.1                                                           | 29.6                                                           | 26.2                                                           | 22.5                                                           | 30.0                                                           |
| Temp. media (°C)                                               | 14.3                                                           | 16.7                                                           | 20.3                                                           | 23.9                                                           | 27.3                                                           | 29.2                                                           | 29.4                                                           | 29.6                                                           | 26.8                                                           | 22.8                                                           | 18.6                                                           | 14.6                                                           | 22.8                                                           |
| Temp. mín. media (°C)                                          | 6.5                                                            | 8.8                                                            | 12.3                                                           | 16.2                                                           | 20.4                                                           | 22.7                                                           | 22.8                                                           | 22.9                                                           | 20.6                                                           | 16.1                                                           | 10.9                                                           | 6.6                                                            | 15.6                                                           |
| Temp. mín. abs. (°C)                                           | -5.0                                                           | -5.0                                                           | -5.0                                                           | 1.4                                                            | 9.0                                                            | 0.0                                                            | 15.5                                                           | 18.0                                                           | 8.0                                                            | 2.0                                                            | 0.0                                                            | -8.0                                                           | -8.0                                                           |
| Precipitación total (mm)                                       | 23.1                                                           | 13.8                                                           | 20.5                                                           | 29.9                                                           | 45.7                                                           | 59.9                                                           | 54.1                                                           | 63.0                                                           | 104.9                                                          | 34.1                                                           | 14.9                                                           | 11.6                                                           | 475.5                                                          |
| Días de precipitaciones (≥ 1 mm)                               | 4.9                                                            | 4.3                                                            | 3.7                                                            | 4.4                                                            | 5.4                                                            | 5.1                                                            | 4.1                                                            | 5.0                                                            | 7.4                                                            | 4.9                                                            | 3.8                                                            | 3.7                                                            | 56.7                                                           |
| Fuente: Servicio Meteorológico Nacional                        |                                                                |                                                                |                                                                |                                                                |                                                                |                                                                |                                                                |                                                                |                                                                |                                                                |                                                                |                                                                |                                                                |

## Demografía
De acuerdo con el Censo de Población y Vivienda realizado en marzo de 2020 por el Instituto Nacional de Estadística y Geografía (INEGI), en Salinas Victoria había un total de 13 059 habitantes, 6534 hombres y 6525 mujeres. Siendo un número total de 3850 viviendas habitadas.

### Evolución demográfica
| Gráfica de evolución demográfica de Salinas Victoria entre 1900 y 2020 |
|                                                                        |
| Fuente: Instituto Nacional de Estadística y Geografía                  |